# Das sündige Dorf (1974)
Das sündige Dorf ist ein deutscher Spielfilm aus der Reihe Der Komödienstadel des Regisseurs Olf Fischer aus dem Jahr 1974.
Er ist die vierte Verfilmung des gleichnamigen Schwanks von Max Neal. Dieser Schwank ist eine der meistgespielten bayerischen Komödien überhaupt und wurde mehrfach verfilmt.

## Handlung
Als Sepp, der Sohn der Bauernleute Thomas und Therese Stangassinger, und Vevi, die angebliche Tochter des Sägfeilers Korbinian, heiraten wollen, will der Thomas dies verhindern, weil er Vevis Vater ist. Als der Vogelhuber seine Tochter Afra ins Spiel bringt scheint sich eine Lösung aufzutun, wenn Sepp diese statt Vevi heiraten würde. Aber auch dieser Weg ist mehrfach verbaut. Das Problem löst sich schließlich zwar auf eine verzwickte, aber im Gegensatz zu den ersten beiden Verfilmungen, doch glaubwürdigere Art.

## Bühnenbild
Der Film ist eine Aufnahme einer Theateraufführung mit einem festen Bühnenbild, das eine Bauernstube zeigt. Außenaufnahmen sind keine enthalten; überhaupt ist der Aufwand gegenüber den ersten beiden Verfilmungen stark reduziert. In den dadurch ruhigeren Einstellungen können Charakterdarsteller wie Ludwig Schmid-Wildy brillieren. In dieser Verfilmung sprechen alle Schauspieler den gleichen Dialekt, wodurch die Dialoge viel natürlicher wirken.